# Tanystylum brevicaudatum
Tanystylum brevicaudatum är en havsspindelart som beskrevs av Fage, L. och J.H. Stock 1966. Tanystylum brevicaudatum ingår i släktet Tanystylum och familjen Ammotheidae. Inga underarter finns listade i Catalogue of Life.